# Districte de Millau
El districte de Millau és una divisió administrativa francesa del departament de l'Avairon, a la regió d'Occitània. El cap del districte és la sotsprefectura de Millau. Es compon de 15 cantons i 101 municipis.

## Composició
- Cantó de Bèlmont de Rance
- Cantó de Camarès
- Cantó de Campanhac
- Cantó de Cornus
- Cantó de Millau-Est
- Cantó de Millau-Oest
- Cantó de Nant
- Cantó de Peyreleau
- Cantó de Saint-Affrique
- Cantó de Saint-Beauzély
- Cantó de Saint-Rome-de-Tarn
- Cantó de Saint-Sernin-sur-Rance
- Cantó de Salles-Curan
- Cantó de Sévérac-le-Château
- Cantó de Vézins-de-Lévézou